# Antiquarium Pitinum Mergens
L'Antiquarium Pitinum Mergens è un museo archeologico allestito ad Acqualagna.

## Ubicazione
Il museo si ritrova nell'antico palazzo comunale, all'incrocio tra corso Roma e via Marconi.

## Percorso museale
Al suo interno sono conservati i reperti provenienti dai resti della Villa di Colombara situata nell'omonima frazione di Acqualagna tra cui ricordiamo un (probabile) impluvium della villa, resti di pavimentazione a spina di pesce, frammenti di anfore, monete di età imperiale e pesi di un telaio romano ora ricostruito. Al piano superiore troviamo, oltre ad altri reperti, le mostre temporanee.
L'apertura del museo è correlata ad eventi particolari come le sere della fiera-mercato del tartufo.